# Willie D. Burton
Willie D. Burton (* in Tuscaloosa, Alabama) ist ein US-amerikanischer Tontechniker. Er wirkte an über 100 Filmen wie beispielsweise Indiana Jones und der letzte Kreuzzug oder The Green Mile mit. Burton wurde mehrfach ausgezeichnet, unter anderem zweimal mit dem Oscar.

## Leben
Burton interessierte sich bereits in der Schule für Radio- und Fernsehtechnik, in Tuscaloosa gab es aber kein spezielles Elektronikangebot. So zog Burton zu einem Verwandten nach Long Beach in Kalifornien und besuchte dort Elektronikkurse an der High School. Danach war er mehrere Jahre bei der US-Navy, wo er mit Sonarsystemen arbeitete.
Der Einstieg in Hollywood war für Burton schwer, weil es in der zuständigen Gewerkschaft vor ihm keine schwarzen Tontechniker gab. 1969 wurde Burton als erster Afroamerikaner in die Gewerkschaft der Tontechniker aufgenommen, behielt aber anfangs noch seinen Job bei der Navy. Als Gewerkschaftsmitglied erhielt er Angebote und arbeitete sich langsam vom Kabelträger zum Tonassistenten vor. Als Tonassistent arbeitete er bis zur Einstellung der Serie 1975 bei Rauchende Colts. Daneben war er bei der Serie Police Story erstmals selbst für den Ton zuständig. 1975 erhielt er mit Drehn wir noch'n Ding seinen ersten Spielfilm als Ton-Verantwortlicher, weil ihm der Regisseur Sidney Poitier vertraute. Seinen Durchbruch hatte Burton ein Jahr später mit dem Film Car Wash – Der ausgeflippte Waschsalon. Seither wirkte Burton an mehr als 100 Filmen mit.

## Auszeichnungen
Burton wurde mit zahlreichen Preisen ausgezeichnet, so gewann er 1984 den BAFTA Award für WarGames – Kriegsspiele. 2006 gewann er in der Kategorie Tonschnitt bei den Satellite Awards für seine Arbeit am Film Dreamgirls.
Er war mit acht Filmen für den Oscar für den besten Ton nominiert, für zwei der sieben Filme erhielt er die Auszeichnung: 1989 für Bird und 2007 für Dreamgirls. Die anderen sechs Nominierungen erhielt er 1979 für Die Buddy Holly Story, 1981 für Der Höllentrip, 1984 für WarGames – Kriegsspiele, 1995 für Die Verurteilten, 2000 für The Green Mile sowie 2024 für Oppenheimer.